# 防火管理者

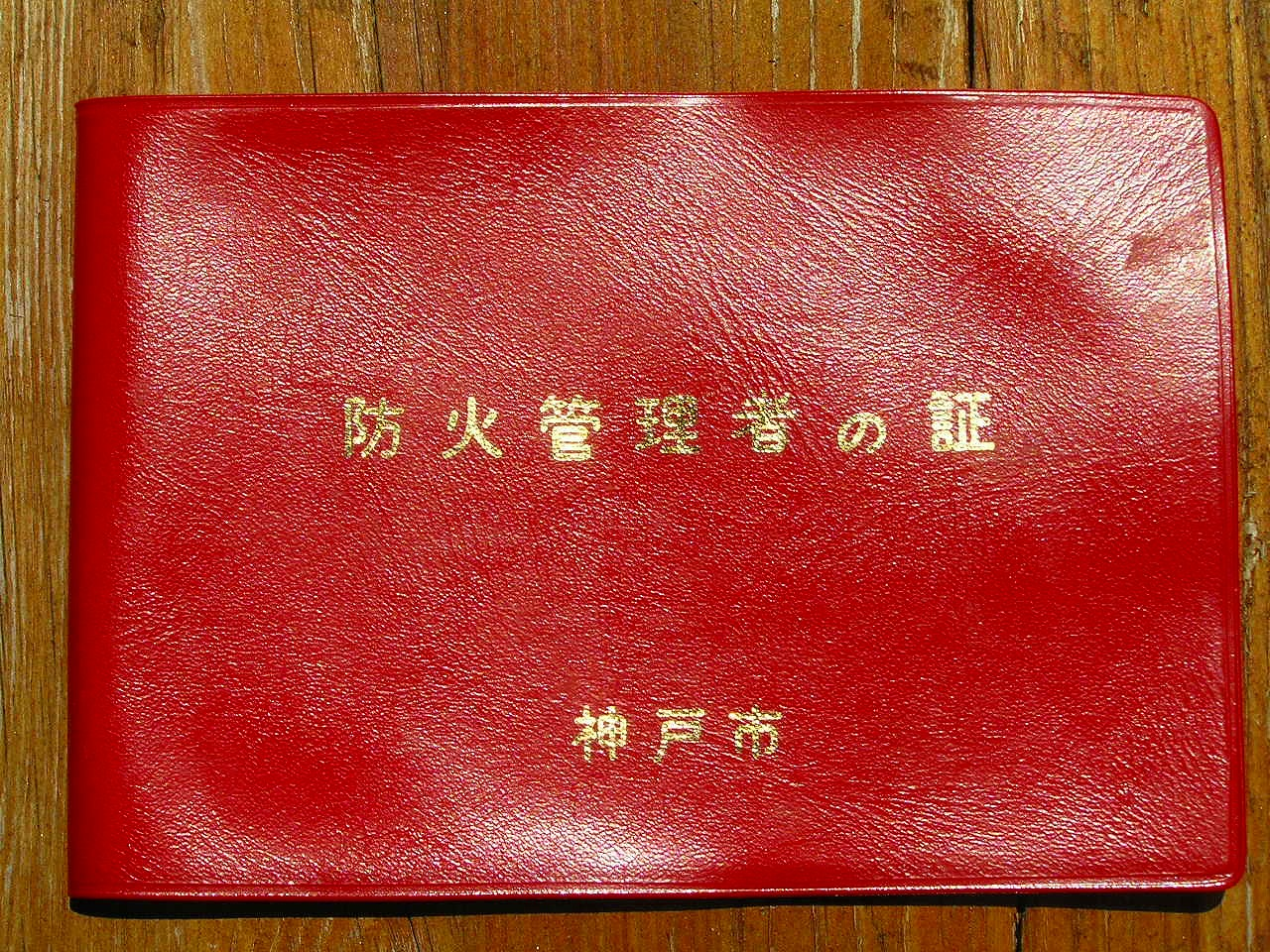
防火管理者の証 表紙（1980年発行 神戸市）

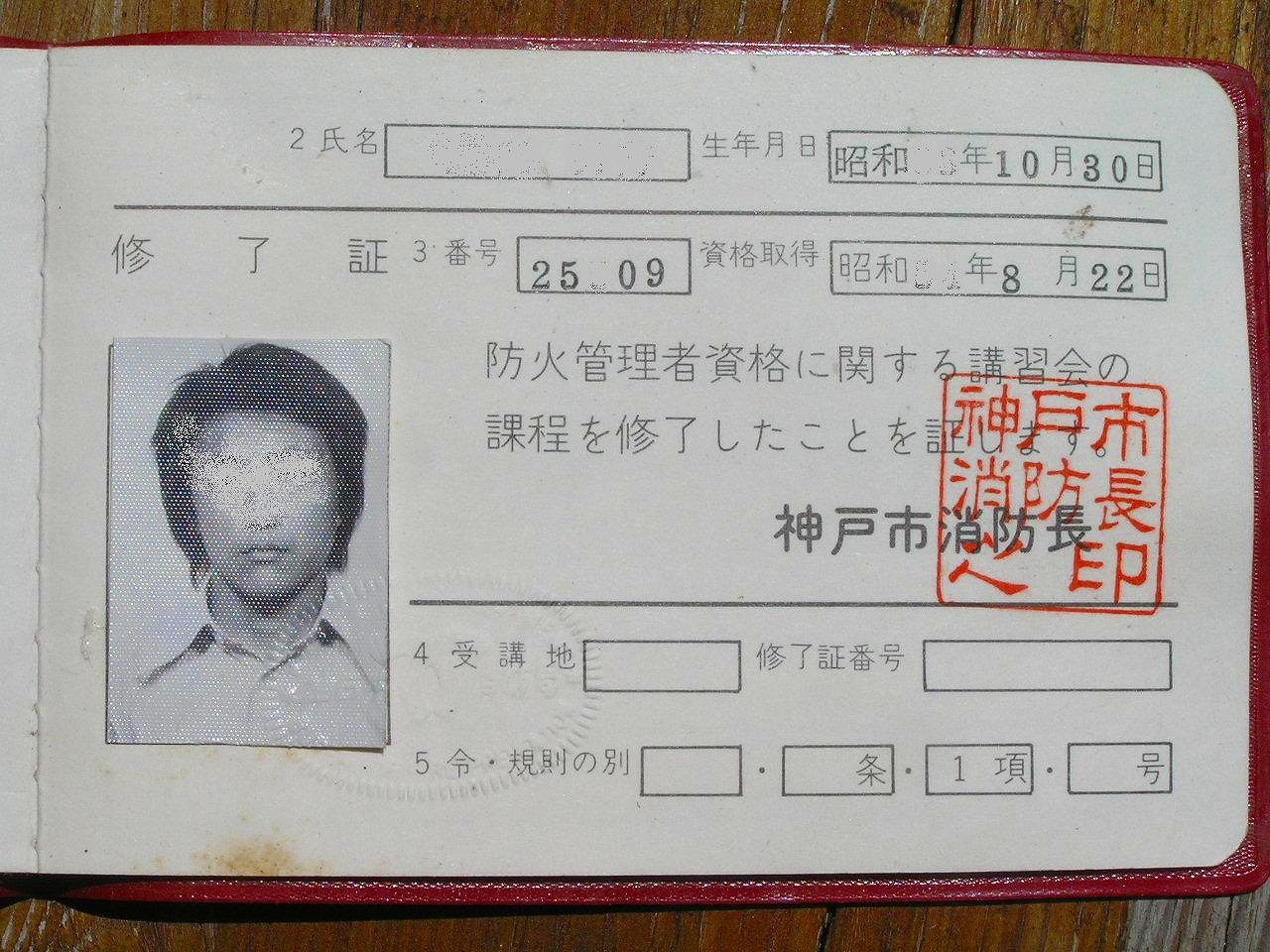
防火管理者の証

防火管理者（ぼうかかんりしゃ）は消防法に定める国家資格(業務独占)であり、その資格を有する者のうち防火対象物において防火上必要な業務を適切に遂行でき、従業員を管理・監督・統括できる地位にある者で、防火対象物の管理権原者から選任されて、その防火対象物の防火上の管理・予防・消防活動を行なう者を言う。防火に関する知識・技能に内包されるものとして、危険物、地震、津波、火山等に関する知識も求められる。

## 分類
甲種防火管理者
大規模な防火対象物や、火災発生時に人命への甚大な被害をもたらすと考えられる施設(福祉施設を含む)を含む、全ての防火対象物の防火管理者となる資格を有する。
たとえば、
- 不特定の人が出入りする建物（映画館・病院・複合商業ビルなどの特定防火対象物）で、収容人員が30人以上、かつ延べ床面積が300平方メートル以上
- 特定の人が出入りする建物で、収容人員が50人以上、かつ延べ床面積が500平方メートル以上
- 特別養護老人ホーム・グループホーム・障害者支援施設などの福祉施設（特定防火対象物のうち6項ロの区分に該当する施設）で、延べ床面積に関係なく収容人員が10人以上

の建物（甲種防火対象物という）などは甲種防火管理者としての資格を持つ者を防火管理者に選任しなければならない。

乙種防火管理者
延べ床面積が甲種防火対象物未満の物の防火対象物（乙種防火対象物という）の防火管理者となれる。例としては複合型商業施設でのテナント等。

## 資格・選任
防火管理者の資格条件は、消防法施行令により下記の通り規定されている。そして、消防への届出に際しては資格証明を必要とする。
「資格講習及び効果測定試験」で取得した場合、甲種を取得した者は乙種資格も含んでいるが、乙種しか取得していない者は新たに甲種防火管理者講習を受講し、効果測定試験に合格しなければ甲種資格は保有できない。そのほか一部の元消防職員・団員や警察官など一定の学識経験を有すると認められる者は、その証明書を添えて最寄りの消防本部に申請すれば、各消防本部の審査によるが、講習会の受講や試験を受けなくても甲種及び乙種と同等の防火管理者であるとの資格を付与される（一般に認定防火管理者という）。認定防火管理者は厳密には甲種でも乙種でもなく消防法施行規則第2条に規定されるその他の防火管理者資格となり、防火管理者として選任されたときは管轄の消防本部によって届け出様式が異なる場合があるの確認が必要である。また、認定防火管理者となる要件を満たしている者は防火管理者資格を取得すること自体に講習の受講が不要であり、下記の甲種防火管理者再講習の要件に合致する防火対象物の防火管理者として選任されていても、再講習を受講する義務がない。ただし、法令改正の要旨等、現状に合わせた知識の習得は適正な防火管理の遂行上必要なものであるため、各消防本部では再講習の受講を奨めているのが実際である。

### 資格講習及び効果測定試験による
基本的な資格取得方法は「資格講習の受講及び効果測定試験での合格」である。都道府県知事（2021年時点の実施事例なし）、消防本部を設置する市町村（特別区の区域は都）の消防長、あるいは政令における総務大臣認定登録機関となっている法人が主催する防火管理者講習を修了し、効果測定試験に合格する必要がある。甲種で2日、乙種で1日の講習が通常である。
内容については、防火管理に係る制度や資格制度、火気設備取り扱い、消防設備、自衛消防、消防計画の他、危険物、地震、津波、火山についてなど多岐に渡る。
消防長が行うもののほとんどは、講習・試験費用の全部または一部を公費で賄っているため、無料ないし比較的安価に受講・受験できるがその反面、受講者を当該消防本部の管轄区域内に所在する、あるいは新たに設置が決まっている防火対象物の防火管理者に選任される予定の者などに限っている事が少なくない。テキスト代は多くの自治体で受講者負担となっているが、自治体により異なる。
唯一の登録講習機関となっている一般財団法人日本防火・防災協会が行う講習・試験は全額受講者負担となり、甲種8,000円、乙種7,000円。東京都をはじめ、消防長が講習・試験を実施している地域では原則実施していない。中学校卒業以上で日本語を理解できる者であれば居住・勤務地に関係なく誰でも受講・受験可能。
防災管理者講習とセットにして行われることがある。

### 学歴による
- 学校教育法（昭和22年法律第26号）による大学、短期大学又は高等専門学校において総務大臣の指定する防災に関する学科又は課程を修めて卒業した者で、1年以上防火管理の実務経験を有する者。

上記に値する者が防火管理者になる場合は防火管理講習試験が免除される場合があるが、防火管理講習修了証に代えて在籍に機関が発行したか学歴証明書および実務経験を有することの証明書が必要であり、選任届を提出する際にその証明書で受理するか否かは自治体によって異なるので消防本部（消防署）等に事前確認が必要である。

### 消防職員
- 市町村の消防職員で、管理的又は監督的な職に1年以上あった者。

防火管理者となり選任届を提出する際、消防職員として採用されていた行政団体（区市町村、広域連合や一部事務組合等）が発行した在籍証明書が必要となるが、自身が所属していた消防本部の管轄内であれば在任記録の確認を持って証明書の添付に代えてもらえる場合もある。いずれの場合も受理するか否かは自治体よって異なるので、消防本部（消防署）に事前確認が必要である。

### 下記各項の学識経験を有する者
- 労働安全衛生法（昭和47年法律第57号）第11条第1項に規定する安全管理者として選任された者。
- 防火対象物の点検に関し必要な知識及び技能を修得することができる講習の課程を修了し、防火対象物点検資格者免状の交付を受けている者
- 消防法第13条第1項の規定により危険物保安監督者として選任された者で、甲種危険物取扱者免状の交付を受けている者。
- 鉱山保安法（昭和24年法律第70号）第22条第3項に規定する保安管理者又は保安統括者として選任された者。
- 国若しくは都道府県の消防の事務に従事する職員で、1年以上管理的又は監督的な職にあった者。
- 警察官又はこれに準ずる警察職員で、3年以上管理的又は監督的な職にあった者。
- 建築主事又は一級建築士の資格を有する者で、1年以上防火管理の実務経験を有する者。
- 市町村の消防団員で、3年以上管理的又は監督的な職にあった者で(運用は班長以上の階級に3年以上あった消防団員に適用される)。
- 前各号に掲げる者に準ずるものとして消防庁長官が定める者。

いずれも選任届を提出する際、防火管理講習修了証に代えて各在籍機関が発行した証明書が必要であり、受理するか否かは自治体よって異なるので、消防本部（消防署）に事前確認が必要である。

## 再講習
平成15年6月に消防法令が改正され、甲種防火管理者として選任されている者のうち、一部の特定防火対象物の防火管理者に対して、5年ごとの再講習義務付けが平成18年4月1日より制度化された（消防法施行規則第2条の3）。これに先駆け、平成17年度より該当する防火管理者に対し再講習が実施されるようになった。

### 再講習受講方法
再講習は、上記の資格取得方法と同じく、知事又は消防長、もしくは総務大臣登録講習機関が主催する防火管理者再講習（法令上は「概ね3時間」）を受講することで資格を継続取得できる。講習内容は防火管理上の留意点や過去5年内になされた防火管理に関わる法改正の概要、火災事例の研究・検討等で、基本的に前回受講した講習・再講習の主催者による再講習を受講する。受講時には各種書類・現在保有する防火管理者資格免状・3ヶ月以内に撮影した顔写真が必要で、再講習を修了すれば免状が再交付される。なお、主催する機関によって異なるが、免状の再交付手数料として約300円から500円が必要となる場合がある。

### 再講習の要件
- 不特定多数の人が出入りする建物（飲食店・店舗・ホテル・病院などの特定防火対象物）の甲種防火管理者（甲種防火管理者講習を受講し資格を取得した者）で、かつその防火対象物の収容人員が300人以上

再講習は上記要件に合致した対象物の防火管理者で、かつ保有資格が甲種防火管理新規講習を受講して取得したものに課せられるものであり、前述の認定防火管理者資格を持つ者（学歴者、消防職員、学識経験者 等）は、選任された防火対象物の規模が再講習の要件に合致していても甲種防火管理再講習を受講する義務がない。これは消防法で、再講習が「甲種防火管理新規講習後に防火管理者に対して消防庁長官が定めるところにより行う講習（要約）」と明分化されていることによる。また、複合ビルや大型商業施設のように建物全体が要件に合致していてもテナント等の各部分が要件に合致していなければ、そのテナント等の防火管理者については再講習の義務対象とはならない。
なお、認定防火管理者は厳密には甲種防火管理者ではないが、甲種防火管理者と同等の資格を持つ者として、本人が希望すれば甲種防火管理再講習を自主的に受講することが可能である。消防本部では近年の法改正の要旨や火災の概要、特異事例等その時々の新しい知識を学ぶ場として実際の防火管理業務に生かしてもらうべく再講習の受講を推奨しているところもある。

### 再講習受講期限
- 前記の要件に該当する防火管理者で、防火管理者として選任された日の4年前までに甲種防火管理講習（または再講習）を修了した者については、その選任された日から1年以内に受講しなければならない。以降、5年以内ごとに受講しなければならない。

- 前記の要件に該当する防火管理者で、防火管理者として選任された日の4年前より後に甲種防火管理講習（または再講習）を修了した者については、最後に講習を修了した日から5年以内ごとに受講しなければならない。

甲種防火管理者の資格を持っているが防火管理者として選任されていない、防火対象物の規模・経営状況などが変わり要件に合わなくなった、などという場合には再講習義務対象者ではなくなる。

## 統括防火管理者
歌舞伎町ビル火災をはじめとする各地の雑居ビル火災で多数の死傷者を出していることや東日本大震災などで高層ビルにおいて多くの人的・物的被害が発生したことから、平成24年法改正により、平成24年10月19日に消防法の一部改正が告示（消防予第389号、消防技第60号）され、平成26年4月1日からの施行が決定された。
改正前は雑居ビルなどに入居する各事業所・テナントごとに防火管理者が必要なだけであったが、今回の改正により各事業所・テナントの防火管理者とは別に統括防火管理者をおくことが義務づけられた。
なお、平成26年4月1日の施行日時点で統括防火管理者の選任要件に該当している建物はその施行日までに選任届と消防計画を届け出なければならない。

### 統括防火管理者に関わる義務
管理権原の分かれている複合用途防火対象物において、各事業所・テナントの管理権原者（事業所やテナントの代表者）は協議によって統括防火管理者を選任し、その者に建物全体の防火管理業務を実施させるとともに、統括防火管理者の選任について管轄域の消防長又は消防署長に届け出なければならない。
選任すべき統括防火管理者は、防火管理者の資格を持つ者で、なおかつ建物全体の防火管理を行う上で必要となる権限や知識を有する者（与えられている者）でなければならない。
選任された統括防火管理者は各事業所・テナントの防火管理者と協力して建物全体の消防計画を作成し、作成した消防計画の内容について管轄域の消防機関に届け出なければならない。
なお、経過措置として、統括防火管理者の選任届は平成25年4月1日から届け出可能で、建物全体の消防計画は平成26年4月1日の施行日に届け出が受理されることを前提として、施行日より前に届け出ることが可能となっている。

### 選任が必要な建物
建物内において管理権原が分かれている以下の防火対象物は統括防火管理者を選任しなければならない。
- 高さ31mを超える高層建築物
- 地上3階以上かつ収容人員30人以上の特定防火対象物。ただし、福祉施設などの(6)項用途を含む場合は収容人員10人以上
- 消防長または消防署長が指定する地下街および準地下街
- 地上5階以上かつ収容人員50人以上の非特定防火対象物で、複合用途防火対象物（(16)項ロ）に該当するもの

### 統括防火管理者の役割
統括防火管理者は建物全体の防火管理のため、各事業所・テナントの防火管理者と協力・連携し、消防計画に基づく避難・通報・消火訓練の実施や避難時に支障がないよう建物共用部分（廊下・階段・休憩スペースなど）の適切な施設管理などを行う。
また、防火管理上問題のある各事業所・テナントの防火管理者に改善措置を指示する「指示権」を持ち、廊下や階段、非常口前などの共用部分に商品や機材を積み上げたり陳列している場合にはその部分からの物品撤去を指示したり、消防訓練に参加していない者を参加するよう促したりできる。
そのほか、建物全体の消防計画を作成するに当たり、各事業所・テナントの権限範囲をどこまでとするか、警備会社などに防火管理を委託する部分をどこまでとするかなどについて、各事業所・テナントごと定められている消防計画とも整合性を取りながら作成する。

## 業務
建築物所有者の代理人的性格を有し、以下の業務は義務である。

### 独占業務
消防計画の作成や提出(行政書士による書類作成や提出可)、自衛消防隊の編成。

### 非独占業務
消防訓練の企画、従業員の教育・管理・監督・統括、防災設備の点検等、防火的な作業を経営者や所有者に代わって行うこと（企業の総務部長、商業施設の管理者や飲食店の店長、工場の工場長などが選任されるのが理想的である）。

## 防火管理者の位置付け

### 年齢
防火管理者の年齢に上限はないものの、福岡市整形外科医院火災の病院の管理者は72歳と高齢であったため消防署から管理者の変更を指導されていた。

### 防火管理者の責任
防火管理者の責任は重大である。防火管理者が適正な防火管理業務を行わずに火災等により死傷者が出た場合、管理責任者として責任を追及される。
- 歌舞伎町ビル火災（2001年） - 東京消防庁の再三の改善指導に全く従わず、消防用設備の管理・点検や客の避難誘導などの義務を怠り2人を死亡、5人を負傷させたとして業務上過失致死傷罪にあたるとされ、計6人が2003年2月18日に逮捕された。
- 札幌中央区風俗店火災（2008年） - 札幌市消防局が再三改善指導を行っていたにもかかわらず全く従わず、自火報の電源は切られ、非常ベルは鳴動せず、防火戸は前に物が置かれていて作動しなかった。また、出火後に客の避難誘導をしなかったため、20代女性従業員2人と30代男性客1人が死亡した。業務上過失致死罪にあたるとして、ビルの所有者、店経営者、店長、防火管理者の4人（いずれも当時の肩書き）が2011年4月11日に逮捕された[4]。
- 高円寺・居酒屋「石狩亭」火災（2009年） - 消火器や自火報（熱感知器）を故障したまま長期放置し、避難口は物品が置かれ避難経路が確保されていなかった。従業員も普段から避難誘導訓練をせず、火災発生時に非常口を使って避難した人はなく、これによって客と従業員の合わせて4人が一酸化炭素中毒で死亡した。防火設備の不備を知りながら対策を放置していたことから悪質とみて、ビルを所有していた会社の社長と防火管理者だった同社社員、店の経営者の計3人が業務上過失致死傷容疑で逮捕された[5][6]。2013年2月13日の東京地方裁判所の判決で、店の経営者は禁固2年6月執行猶予5年、ビルの所有者である元社長は禁固1年8月執行猶予3年、ビルの統括防火管理者も同じく禁固1年8月執行猶予3年の判決を受けた。

### 他の資格を受験をした場合の特典
甲種防火管理者になると、防火管理技能講習及び防災管理講習の受講・受験資格を得る。更に、甲種防火管理者が防火管理技能講習を修了し考課測定に合格すると防火管理技能者となり、防災管理講習を修了すると防災管理者となることも可能となる。
- 自衛消防業務講習、防火対象物点検資格者、防災管理点検資格者の修了で科目の一部免除が出来る（学科のみ）。
- 自衛消防技術認定証では、防火管理者講習・防災管理講習の科目の一部免除は出来ない[7]。
  - 防火管理及び防災管理の意義及び制度（3時間）
  - 自衛消防組織並びにその統括管理者及びその要員の役割と責任（3時間）
  - 防災設備等に関する知識（1時間）計7時間